# Цяньсинань-Буи-Мяоский автономный округ
Цяньсинань-Буи-Мяоский автономный округ (кит. упр. 黔西南布依族苗族自治州, пиньинь Qiánxī'nán Bùyīzú Miáozú zìzhìzhōu) — автономный округ в провинции Гуйчжоу, Китай.

## История
Во время завоевания китайских земель маньчжурами провозгласивший себя минским императором Чжу Юлан в 1652 году перенёс на пару лет сюда, в Наньлун, свою ставку.
Во времена империи Цин в 1727 году в провинции Гуйчжоу была создана Наньлунская управа (南笼府). В 1797 году на подвластной управе территории произошло восстание. После его подавления Наньлунская управа была переименована в Синъискую управу (兴义府), а в составе управы был образован уезд Синъи (兴义县); кроме того, подчинённая управе Юнфэнская область (永丰州) была переименована в Чжэньфэнскую область (贞丰州). В 1862 году на подвластной управе территории вспыхнуло восстание войск белого знамени, на подавление которого ушло почти десять лет. Так как восставшие войска почти сразу захватили место размещения властей управы и убили главу управы, то управу возглавил заместитель убитого главы, который стал вести дела в уезде Синъи. В 1912 году из уезда Пуань был выделен уезд Синьчэн (新城县).
После Синьхайской революции в Китае была проведена реформа структуры административного деления, в ходе которой области и управы были упразднены, и поэтому в 1913 году Синъиская управа была расформирована; место пребывания властей бывшей управы было выделено в отдельный уезд Наньлун (南笼县), а на месте Чжэньфэнской области были созданы уезды Чжэньфэн и Цэхэн. В ходе сверки названий административных единиц в масштабах страны оказалось, что в разных местах Китая имеется много топонимов «Синьчэн» («Новый город»), и поэтому уезд Синьчэн был переименован в Синжэнь (兴仁县). В 1922 году уезд Наньлун был переименован в Аньлун.
В 1940 году на стыке уездов Чжэньфэн, Лодянь, Цзыюнь и Гуаньлин был создан уезд Шуанцзян (双江县). Так как оказалось, что в провинции Юньнань уже существует уезд Шуанцзян, в 1941 году уезд был переименован в Ванмо по месту размещения его властей. Тогда же в 1941 году для того, чтобы избежать дублирования с тем, как по-китайски пишется название расположенного южнее французского протектората Аннам, уезд Наньань (安南县) был переименован в Цинлун по названию имеющейся на его территории горы.
После вхождения этих мест в состав КНР в 1950 году был создан Специальный район Синжэнь (兴仁专区), состоящий из 10 уездов. В декабре 1952 года власти специального района переехали из уезда Синжэнь в уезд Синъи, и Специальный район Синжэнь был переименован в Специальный район Синъи (兴义专区). В апреле 1956 года уезды Аньлун, Цэхэн, Ванмо и Чжэньфэн были переданы в состав Специального района Дуюнь (都匀专区), а 18 июля 1956 года Специальный район Синъи был расформирован, и остававшиеся в нём 6 уездов были переданы в состав Специального района Аньшунь (安顺专区).
13 января 1965 года уезд Чжэньфэн был преобразован в Чжэньфэн-Буи-Мяоский автономный уезд, уезд Ванмо — в Ванмо-Буи-Мяоский автономный уезд, уезд Аньлун — в Аньлун-Буи-Мяоский автономный уезд, уезд Цэхэн — в Цэхэн-Буиский автономный уезд.
В 1965 году Специальный район Синъи был создан вновь, в его состав были переданы 5 уездов из Специального района Аньшунь, и 4 автономных уезда из Цяннань-Буи-Мяоского автономного округа.
В ноябре 1965 года 10 коммун из состава уезда Паньсянь (盘县) и юньнаньского уезда Сюаньвэй были выделены в отдельный Особый район Паньсянь (盘县特区).
В 1970 году Специальный район Синъи был переименован в Округ Синъи (兴义地区), а Особый район Паньсянь (к которому был присоединён уезд Паньсянь) был передан в состав нового Округа Люпаньшуй (六盘水地区).
Постановлением Госсовета КНР от 21 сентября 1981 года Округ Синъи был преобразован в Цяньсинань-Буи-Мяоский автономный округ, при этом Чжэньфэн-Буи-Мяоский автономный уезд, Ванмо-Буи-Мяоский автономный уезд, Аньлун-Буи-Мяоский автономный уезд и Цэхэн-Буиский автономный уезд вновь стали обычными уездами.
Постановлением Госсовета КНР от 6 ноября 1987 года уезд Синъи был преобразован в городской уезд.
Постановлением Госсовета КНР от 3 августа 2018 года уезд Синжэнь был преобразован в городской уезд.

## Население

### Национальный состав (2000)
| Народ   | Численность | Доля    |
| ------- | ----------- | ------- |
| Китайцы | 1 648 221   | 57,53 % |
| Буи     | 860 564     | 30,04 % |
| Мяо     | 215 187     | 7,51 %  |
| И       | 58 766      | 2,05 %  |

## Административное деление
Автономный округ делится на 2 городских уезда и 6 уездов:
| Карта                                                  | Карта    | Карта     | Карта         | Карта            | Карта         |
| ------------------------------------------------------ | -------- | --------- | ------------- | ---------------- | ------------- |
| Синъи Синжэнь Пуань Цинлун Чжэньфэн Ванмо Цэхэн Аньлун |          |           |               |                  |               |
| Статус                                                 | Название | Иероглифы | Пиньинь       | Население (2010) | Площадь (км²) |
| Городской уезд                                         | Синъи    | 兴义市    | Xīngyì shì    |                  |               |
| Городской уезд                                         | Синжэнь  | 兴仁市    | Xīngrén shì   |                  |               |
| Уезд                                                   | Пуань    | 普安县    | Pǔ'ān xiàn    |                  |               |
| Уезд                                                   | Цинлун   | 晴隆县    | Qínglóng xiàn |                  |               |
| Уезд                                                   | Чжэньфэн | 贞丰县    | Zhēnfēng xiàn |                  |               |
| Уезд                                                   | Ванмо    | 望谟县    | Wàngmó xiàn   |                  |               |
| Уезд                                                   | Цэхэн    | 册亨县    | Cèhēng xiàn   |                  |               |
| Уезд                                                   | Аньлун   | 安龙县    | Ānlóng xiàn   |                  |               |